# シャルロッテ・ハプスブルク＝ロートリンゲン

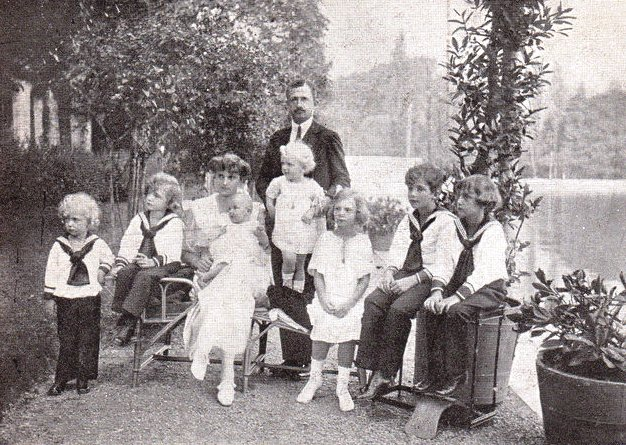
マデイラ島の主都フンシャルで撮られたカール1世一家の写真、シャルロッテは母皇后に抱かれている、1922年頃

シャルロッテ・ハプスブルク＝ロートリンゲン（Charlotte Habsburg-Lothringen, 1921年3月1日 プランジャン - 1989年7月23日 ミュンヘン）は、オーストリアの旧統治者家門ハプスブルク＝ロートリンゲン家の一員。最後のオーストリア皇帝・福者カール1世の次女。
元皇帝カール1世とその妻でパルマ公ロベルト1世の娘であるツィタ皇后の間の第7子・次女として生まれた。正式な洗礼名はシャルロッテ・ヘートヴィヒ・フランツィスカ・ヨーゼファ・マリア・アントニア・ローベルタ・オットーニア・ピア・アンナ・イグナティア・マルクス・ダヴィアノ（Charlotte Hedwig Franziska Josepha Maria Antonia Roberta Ottonia Pia Anna Ignatia Marcus d'Aviano）。両親の亡命先であるスイスで生まれ、次の亡命地マデイラ島で1歳の時に父を失った。ベルギーで育つが、ナチス・ドイツの脅威拡大に伴い家族で北米に移住した。シャルロッテはカナダ・ケベック州のラヴァル大学で1942年に経済学の学位を取得、次いで米国ニューヨーク州のフォーダム大学で学んだ。1943年よりニューヨーク市マンハッタン区イースト・ハーレムでソーシャルワーカーとして働き、勤務先では父祖の所領の1つバル公領に因む「シャーロット・ド・バー（Charlotte de Bar）」の通名を用いた。
1956年5月、前妻を亡くして間もないメクレンブルク公ゲオルクと婚約、法律婚は同年7月21日に西ドイツ・バイエルン州のペッキングで行われ、宗教婚は4日後の7月25日に行われた。夫とは7年後の1963年に死別、間に子はなかった。

## 引用・脚注
1. ↑  Bernier Arcand, Philippe, « Les Bourbon-Parme dans les institutions d’enseignement du Québec », Histoire Québec, 202, p. 24-28 (lire en ligne [archive])
2. ↑  "Archduchess Charlotte of Austria". mecklenburg-strelitz.org.
3. ↑  “Milestones, Jul. 30, 1956”. Time. (30 July 1956).  オリジナルのJune 16, 2007時点におけるアーカイブ。 2009年8月13日閲覧。.
4. ↑  “Archduchess to Marry”. The New York Times:  p. 31. (1956年5月16日)